# (4929) Yamatai
(4929) Yamatai est un astéroïde de la ceinture principale.

## Description
(4929) Yamatai est un astéroïde de la ceinture principale. Il fut découvert le 13 décembre 1982 à Kiso par Hiroki Kosai et Kiichiro Hurukawa. Il présente une orbite caractérisée par un demi-grand axe de 2,21 UA, une excentricité de 0,06 et une inclinaison de 2,5° par rapport à l'écliptique.

## Compléments